# Palpgetingar
Palpgetingar (Pterocheilus) är ett släkte av steklar som beskrevs av Johann Christoph Friedrich Klug 1805. Enligt Catalogue of Life ingår palpgetingar i familjen Eumenidae, men enligt Dyntaxa är tillhörigheten istället familjen getingar.

## Dottertaxa till palpgetingar, i alfabetisk ordning[1][2]
- Pterocheilus acuceps
- Pterocheilus albofasciatus
- Pterocheilus anatolicus
- Pterocheilus arabicus
- Pterocheilus arizonicus
- Pterocheilus atrohirtus
- Pterocheilus auriantius
- Pterocheilus bakeri
- Pterocheilus bicoloricornis
- Pterocheilus biglumis
- Pterocheilus biplagiatus
- Pterocheilus chesteri
- Pterocheilus chobauti
- Pterocheilus coccineus
- Pterocheilus coctus
- Pterocheilus comptus
- Pterocheilus crispocornis
- Pterocheilus cyaneipennis
- Pterocheilus cyathopus
- Pterocheilus cyrenaicus
- Pterocheilus decorus
- Pterocheilus denticulatus
- Pterocheilus desertorum
- Pterocheilus diversicolor
- Pterocheilus dives
- Pterocheilus eurystomus
- Pterocheilus fausti
- Pterocheilus fereniger
- Pterocheilus hasdrubal
- Pterocheilus heptneri
- Pterocheilus hirsutipennis
- Pterocheilus hurdi
- Pterocheilus joffrei
- Pterocheilus kamanensis
- Pterocheilus laticeps
- Pterocheilus linsleyi
- Pterocheilus maltsevi
- Pterocheilus mandibularis
- Pterocheilus mavromoustakisi
- Pterocheilus merpeba
- Pterocheilus mexicanus
- Pterocheilus micheneri
- Pterocheilus mirandus
- Pterocheilus modestus
- Pterocheilus mongolicus
- Pterocheilus morrisoni
- Pterocheilus napalkovi
- Pterocheilus nigricaudus
- Pterocheilus nigrobilineolatus
- Pterocheilus numida
- Pterocheilus oregonensis
- Pterocheilus ornatus
- Pterocheilus paenacuceps
- Pterocheilus panamintensis
- Pterocheilus pedicellatus
- Pterocheilus peninsularis
- Pterocheilus perpunctatus
- Pterocheilus phalerarus
- Pterocheilus phaleratus
- Pterocheilus pimorum
- Pterocheilus propinquus
- Pterocheilus provancheri
- Pterocheilus pruinosus
- Pterocheilus pusillus
- Pterocheilus quaesitus
- Pterocheilus quinquefasciatus
- Pterocheilus rothi
- Pterocheilus schwarzi
- Pterocheilus sculleni
- Pterocheilus seneconis
- Pterocheilus sibiricus
- Pterocheilus sparsipunctatus
- Pterocheilus tenebricosus
- Pterocheilus tertius
- Pterocheilus texanus
- Pterocheilus tibetanus
- Pterocheilus timberlakei
- Pterocheilus trachysomus
- Pterocheilus trichogaster
- Pterocheilus tricoloratus
- Pterocheilus uralensis
- Pterocheilus waltoni
- Pterocheilus varius
- Pterocheilus wollmanni